# Para Leigos

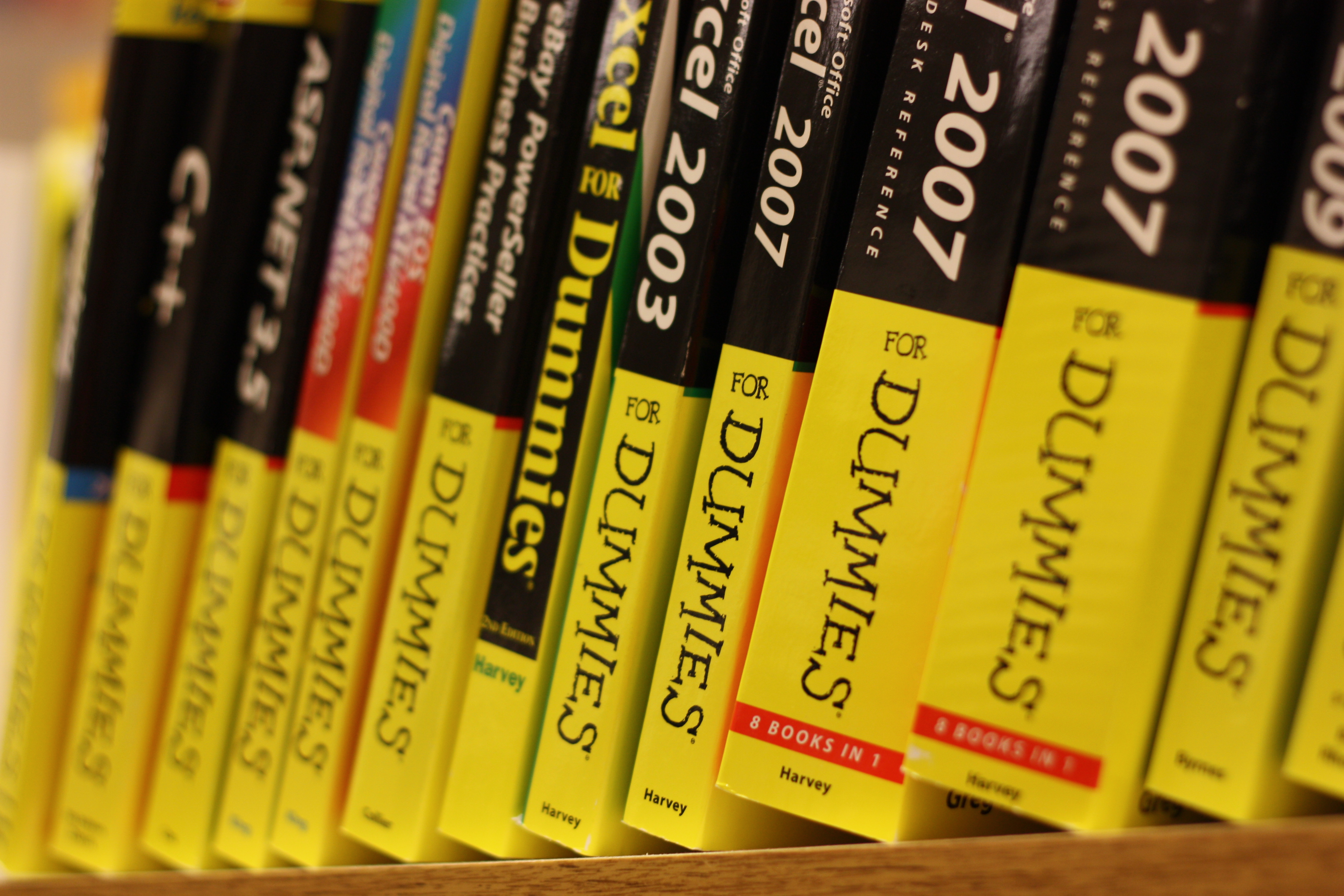
Livros da série Dummies

Para Leigos ou Para Totós (em inglês: originalmente For Dummies) compreende uma extensa série de guias de referência em diferentes tamanhos em língua portuguesa, publicados para os mercados brasileiro e português, que vão desde o "formato bolso" (em inglês: paperback, softback, softcover) ao MegaKit. Os livros desta série são recomendados para leitores inexperientes no tema no qual desejam aprofundar-se. O título irônico, as figuras no interior e as dicas no início de cada capítulo, bem como o conteúdo dos textos, são direcionados aos leigos. Mais de uma centena de milhões de exemplares com mais de mil diferentes tópicos da série foram vendidos no mundo todo, em vários idiomas.
A série baseia-se no seguinte princípio de franquia de mídia: vários autores independentes escrevem sobre temas diversos, porém sob um mesmo título, no caso, Para Leigos. Os livros da série sempre possuem o mesmo formato e a mesma aparência, ou seja, uma capa amarela contendo uma faixa preta transversal abaixo da qual há uma caricatura de um indivíduo com a cabeça triangular, o "Leigo Man", adjetivo que obviamente não foi traduzido literalmente para o português. Sobre a faixa preta, o tema do livro é sempre escrito em letras brancas e, abaixo deste, os dizeres Para Leigos aparecem grafados com outro tipo de letra, amarelas, todas em caixa alta e que parecem terem sido escritas a mão. Na série original, na língua inglesa, todo exemplar possui o subtítulo A Reference for the Rest of Us! (em português, em tradução literal: uma referência para o resto de nós!), substituído por "Tornando tudo mais fácil" nos exemplares na língua portuguesa, embora não estando presente em todos eles. A linguagem dos textos é fácil e direta, com símbolos e ícones marcantes assinalando as passagens mais importantes. Os capítulos são agrupados em "partes" e, ao final do livro, existe uma parte denominada "a parte dos 10", geralmente com alguns capítulos contendo 10 dicas para os leitores. Dentre os livros mais populares da série estão os da área de tecnologia da informação, embora haja atualmente uma oferta enorme de quase todos os temas imagináveis, como por exemplo truques de mágica, violão, vinhos, gravidez ou corrida de maratona.
A série Para Leigos começou em 1991 com o título DOS for Dummies (em português: DOS Para Leigos), escrito por Dan Gookin e produzido pela editora IDG Books. O livro foi elaborado como resposta à baixa oferta de literatura apropriada para iniciantes interessados na utilização do sistema operacional MS-DOS, da empresa Microsoft.
Atualmente a série em inglês é publicada pelo grupo da editora John Wiley & Sons, a qual adquiriu a IDG Books em 2001 (na época com o nome de Hungry Minds), sendo que na Alemanha a responsabilidade editorial está a encargo da irmã Wiley-VCH. 
No Brasil, a Editora Alta Books adquiriu a franquia da série em português e já publicou mais de 130 títulos de diversos assuntos: idiomas, informática, negócios, investimentos, marketing, empreendedorismo, culinária, entre outros. Em Portugal, onde os guias se intitulam de Para Totós, a série é vendida pela Porto Editora.